# 西长喙凤头鹦鹉
西长喙凤头鹦鹉主体呈白色，前额有少量红色羽毛，眼圈为蓝色。群居生活，繁殖期在秋季，繁殖时将巢修筑在树干内，有时一年内可以繁殖两次。每次产卵2至5颗。孵化期24天，羽化期40至50天。该种较为吵闹但很容易和主人亲近。